# Teorie objektních vztahů
Teorie objektních vztahů je psychoanalytická teorie, která zdůrazňuje mezilidské vztahy, především v rodině, zejména mezi matkou a dítětem.
Základní koncepty:
- Objekt představuje člověka, který předmětem nebo cílem pocitů nebo záměrů.
- Vztah označuje vazby mezi self a objekty, které ovlivňují osobu v přítomnosti a vychází ze zkušeností minulých vztahů.
- Externí objekt je reálná fyzická osoba, ke které existují emoce / pocity
- Interní objekt je fantazijní reprezentace externího objektu. Je to vzpomínka, myšlenka nebo fantazie o osobě
- Self, já – vědomá a nevědomá mentální reprezentace sebe sama

Proudy teorie objektních vztahů:
- Britská škola objektních vztahů
- Americká škola objektních vztahů

Osobnosti, které se zabývaly teorií objektních vztahů:
- Otto Kernberg
- Otto Rank
- Melanie Klein
- Joseph J. Sandler
- Ronald Fairbairn
- Donald Woods Winnicott
- Edna O'Shaughnessy
- Margaret Little
- Ignacio Matte Blanco
- John Bowlby
- Jeffrey Seinfeld